# Pray (Francja)
Pray – miejscowość i gmina we Francji, w Regionie Centralnym, w departamencie Loir-et-Cher.
Według danych na rok 1990 gminę zamieszkiwały 244 osoby, a gęstość zaludnienia wynosiła 23 osoby/km² (wśród 1842 gmin Regionu Centralnego Pray plasuje się na 896. miejscu pod względem liczby ludności, natomiast pod względem powierzchni na miejscu 1118.).